# Jičíněves
Obec Jičíněves se nachází v okrese Jičín, kraj Královéhradecký, něco přes 7 km jižně od Jičína. Žije zde 661 obyvatel.
Jičíněvsí prochází silnice I. třídy č. 32 a železniční trať Nymburk - Jičín, na které je zřízena zastávka Jičíněves. Kromě ní jsou zde ještě dvě zastávky v Bartoušově.

## Historie
Obec Jičíněves je poprvé zmiňována roku 1366. Až do počátku 17. století byla Jičíněves samostatným panstvím, připojeným Albrechtem z Valdštejna k hradu Veliši.

## Pamětihodnosti
- Zámek Jičíněves
- Kostel sv. Matouše v Dolanech
- Hradiště Dolany, archeologické naleziště

## Části obce
- Jičíněves
- Bartoušov
- Dolany
- Keteň
- Labouň
- Žitětín

V letech 1960–1990 k obci patřil i Kostelec.